# Weihwasserbecken Saint-Césaire (Charente-Maritime)

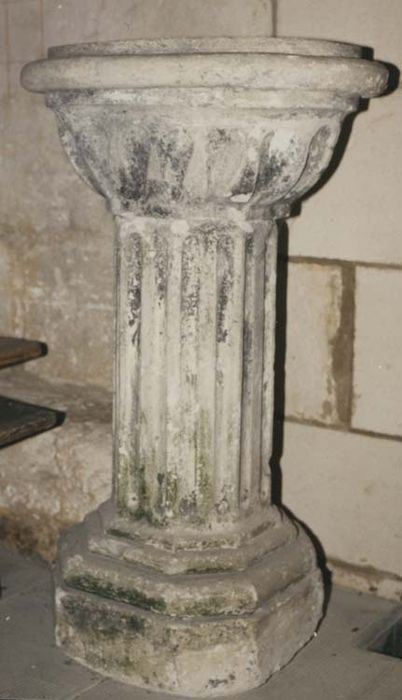
Weihwasserbecken in Saint-Césaire

Das Weihwasserbecken in der Kirche St-Césaire in Saint-Césaire, einer französischen Gemeinde im Département Charente-Maritime der Region Nouvelle-Aquitaine, wurde 1795 geschaffen. 
Im Jahr 1991 wurde das Weihwasserbecken als Monument historique in die Liste der geschützten Objekte (Base Palissy) in Frankreich aufgenommen.
Das 46 cm hohe Weihwasserbecken besteht aus einem achteckigen Sockel und einem kannelierten Schaft, die beide aus Stein sind. Darauf sitzt das godronierte Becken aus Terrakotta, das mit einem Wulst und einer Inschrift am Rand abschließt.